# Moritz Deutsch
Moritz Deutsch (Nikolsburg (Chequia) 16 de diciembre de 1818 - Breslau (Polonia) 27 de febrero de 1892) fue un tenor y compositor alemán.
Fue discípulo de Lorenz Weiss en Viena, y de Baumbgart, Mossewius y Seidel en Breslau, desde 1842 fue segundo cantor en el Wiener Tempel y posteriormente en la Nueva Sinagoga de Breslau. Además, destacó como intérprete de oratorios y como profesor (1855) en el Seminario hebreo de teología de Breslau, ya que Deutsch era judío.
Entre sus composiciones cabe citar 12 preludios para órgano y, entre sus publicaciones, una antología completa de las antiguas entonaciones practicadas en las sinagogas, que lleva por título Vorbeterschule (1872).